# Рушув (Нижньосілезьке воєводство)
Рушув (пол. Ruszów, нім. Rauscha) — село в Польщі, у гміні Венґлінець Зґожелецького повіту Нижньосілезького воєводства.
Населення — 1818 осіб (2011).
У 1975-1998 роках село належало до Єленьоґурського воєводства.

## Демографія
Демографічна структура станом на 31 березня 2011 року:
|          | Загалом | Допрацездатний вік | Працездатний вік | Постпрацездатний вік |
| -------- | ------- | ------------------ | ---------------- | -------------------- |
| Чоловіки | 904     | 186                | 632              | 86                   |
| Жінки    | 914     | 164                | 519              | 231                  |
| Разом    | 1818    | 350                | 1151             | 317                  |